# Йоганн Гаспар Шпурцгайм

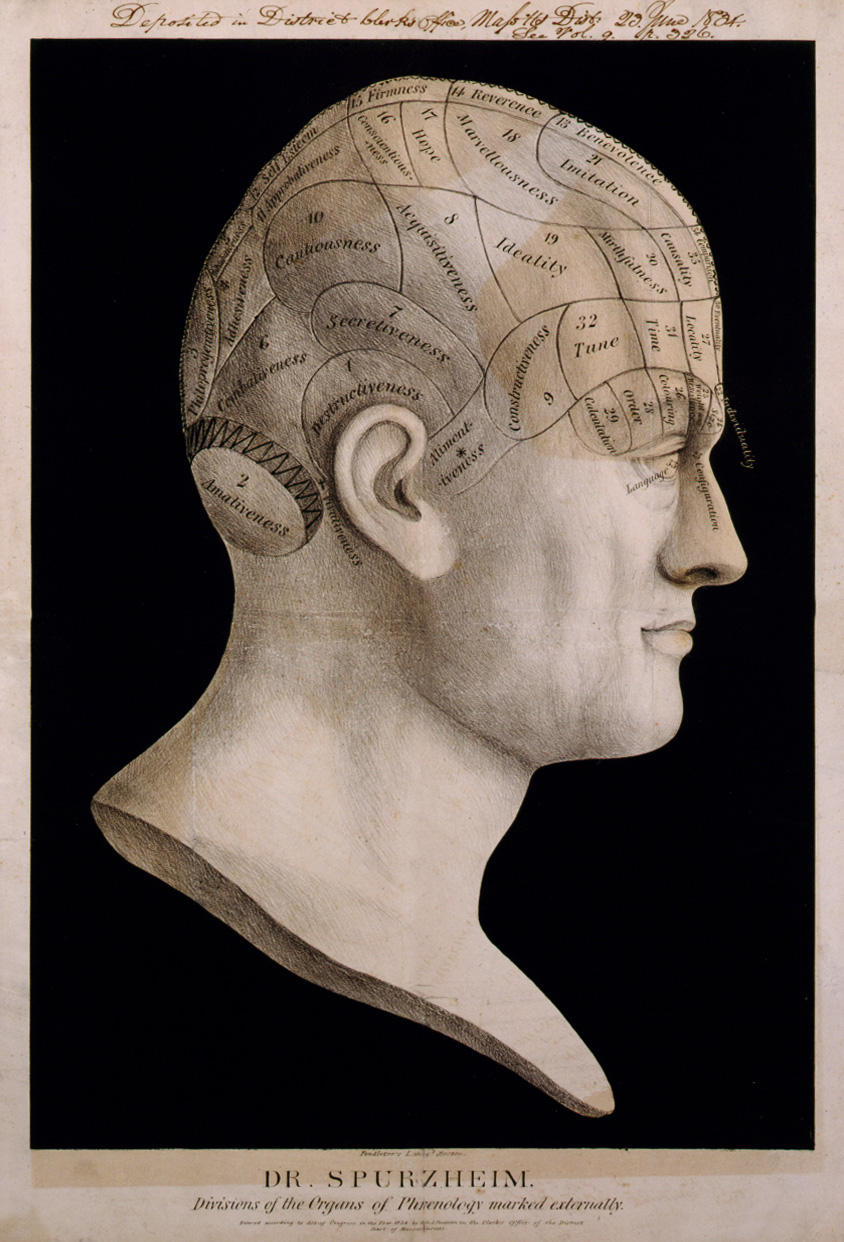
Френологічна діаграма Шпурцгейма, 1834 рік

Йоганн Гаспар Шпурцгайм (або Шпурцгейм; нім. Johann Gaspar Spurzheim; 31 грудня 1776 , Лонгуйх, Трір-Саарбург  — 10 листопада 1832 , Бостон ) — німецький лікар, популяризатор псевдонауки френології.

## Життєпис
Народився поблизу Тріра (Німеччина) 31 грудня 1776 року. Вивчав медицину у Віденському університеті. Близько 1800 року познайомився з Францом Йозефом Галлем, винахідником псевдонауки френології, і незабаром став його асистентом. Галль мав намір зробити Шпурцгайма своїм послідовником і зробив його своїм співавтором, проте 1812 року вони посварилися.
Шпурцгайм зайнявся популяризацією френології, яку він називав «фізіогномічною системою докторів Галля і Шпурцгайма», мандрував із лекціями Європою. При цьому він уніс деякі зміни до системи Галля, додавши нові органи та організувавши їх у ієрархічну систему. Також, для ілюстрування свого краніологічного підходу до френології, він використовував зображення та бюсти.
1816 року поїхав до Единбурга, щоб спростувати статтю доктора Джона Гордона, який 1815 року у своїй статті в Edinburgh Review розвінчав Шпурцгайма, Галля та френологію загалом.
Помер від черевного тифу в Бостоні під час своєї першої поїздки до США.
Після публічного розтину Шпурцгайма його мозок, череп і серце було вилучено, збережено в банках зі спиртом як реліквії та виставлено на огляд публіки. Шанувальники з Бостона влаштували пишний публічний похорон і встановили пам'ятник на кладовищі Маунт-Оберн у Кембриджі (Массачусетс).